# Aleksandre Curcumia

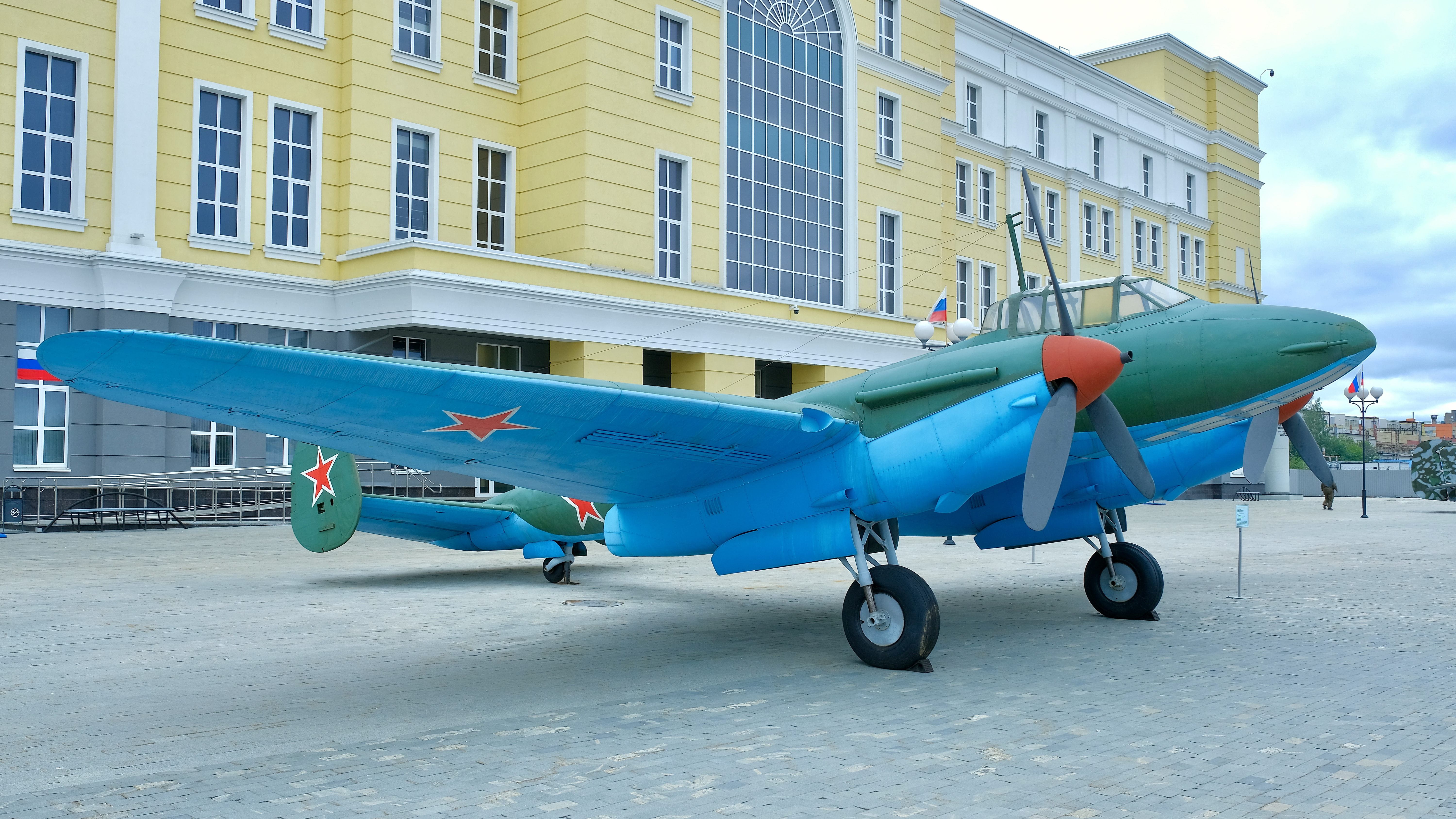
Samolot Pe-2

Aleksandre Curcumia (gruz. ალექსანდრე წურწუმია, ros. Александр Пехувич Цурцумия, Aleksandr Piechuwicz Curcumija; ur. 12 listopada?/25 listopada 1908 w Golaskuri w guberni kutaiskiej, zm. 29 grudnia 1941) – radziecki pilot wojskowy narodowości gruzińskiej, Bohater Związku Radzieckiego (1944).

## Życiorys
Urodził się 12 listopada 1908 roku we wsi Golaskuri w guberni kutaiskiej, obecnie w gminie Senaki w Gruzji, w rodzinie chłopskiej. Gruzin. Miał wykształcenie niepełne średnie.
W Armii Czerwonej służył od 1929 r. W 1931 ukończył szkołę piechoty, a w 1933 – szkołę pilotażu w Borisoglebsku. Członek WKP (b) od 1937 roku.
Na początku lipca 1941 roku 63 brygada lotnictwa bombowego, w której służył, otrzymała nowy dwusilnikowy samolot – 10 bombowców nurkujących Pe-2 zaprojektowanych przez Władimira Pietlakowa. W „peszki” został jako pierwszy uzbrojony 5. szwadron 40. pułku.

### Atak na Ploeszti
13 lipca 1941 roku na tych samolotach eskadra przypuściła atak na główny ośrodek przemysłu naftowego i przetwórczego sprzymierzonej z Niemcami Rumunii – Ploeszti. Atak został zaplanowany i był dowodzony przez dowódcę eskadry kapitana Aleksandra Curcumię. W nalocie na Ploeszti wzięło udział 6 załóg. Misja wystartowała w środku dnia z jednego z lotnisk w Mołdawii, do której lotnicy przenieśli się dzień wcześniej. W realizacji zadania pomógł fakt, że Pe-2 był wtedy jeszcze nowością na froncie. Posiadając dwa silniki, wyglądały jak podobnie niemieckie samoloty Me-110 i Do-215. To podobieństwo postanowił wykorzystać Curcumia. Samoloty zbliżyły się do Ploeszti od strony Karpat, skąd wróg nie spodziewał się ataku. Pojawienie się „peszek” nad celem nie spowodowało odpowiedzi ze strony nieprzyjaciela, bo przeciwnicy wzięli je za swoje maszyny.
Pe-2 przyjęły kurs bojowym. Nawigatorzy – starsi porucznicy Aleksandr Gorbylew i Piotr Kartaszew oraz porucznicy Iwan Filatow, Władimir Wasilewski, Piotr Rodionow i Iwan Reznikow celowali nie niepokojeni przez nikogo. Z wysokości 3000 metrów zrzucili na rafinerie ropy 24 bomby odłamkowo-burzące i taką samą liczbę bomb zapalających. Przeciwnicy stawili opór, choć z opóźnieniem. Niemieckie myśliwce wystartowały z najbliższego lotniska, na wschód od miasta Fokszany spotkały radzieckie samoloty. Wywiązała się walka powietrzna. W zaciętej walce nawigator porucznik Iwan Filatow i młodszy sierżant strzelec-radiooperator Aleksandr Aleksiejew zestrzelili dwa messerschmitty. Niemcom udało się przy tym strącić jednego Pe-2. W wyniku bombardowania, według danych wywiadu, zniszczeniu uległy dwa budynki fabryczne, dwa składy ropy naftowej, rafineria ropy naftowej „Unirea”, która wytwarzała siedem procent całej produkcji regionu, wiele wagonów, cystern i zbiorników z ropą, a także około ćwierć miliona ton produktów naftowych.

### Dalsza służba i śmierć
Do grudnia 1941 roku jako dowódca eskadry 40. pułku lotnictwa bombowego wykonał 87 lotów bojowych, atakując wojska wroga, bombardując jego obiekty wojskowe i przemysłowe, wyrządzając znaczne szkody sile żywej i technice wojskowej nieprzyjaciela.
Zginął 29 grudnia 1941 roku podczas wykonywania misji bojowej w katastrofie lotniczej na macierzystym lotnisku. Szczątki pilota zabrali towarzysze broni i pochowali w jego rodzinnych stronach, we wsi Golaskuri w Gruzji.
Dekretem Prezydium Rady Najwyższej ZSRR „O nadaniu oficerom i sierżantom marynarki wojennej tytułu Bohatera Związku Radzieckiego” z dnia 22 lutego 1944 roku otrzymał pośmiertnie tytuł Bohatera Związku Radzieckiego.
Został odznaczony także Orderami Lenina, Orderem Czerwonego Sztandaru i Orderem Wojny Ojczyźnianej I stopnia.